# Diocese de Rarotonga
A Diocese de Rarotonga nas Ilhas Cook é uma diocese sufragênea da Arquidiocese de Suva. Foi elevada a a Prefeitura Apostólica de Cook e Mnihiki em 1922, e depois a Vicariato Apostólico das Ilhas Cook em 1948 e a diocese em 1966.

## Bispos
- Bernardin Castanié, C.I.M. (1923–1939)
- John David Hubaldus Lehman, C.I.M. (1939–1959)
- Hendrick Joseph Cornelius Maria de Cocq, SS.CC. (1964–1971)
- John Hubert Macey Rodgers, S. M. (1973–1977)
- Denis George Browne (1977–1983)
- Robin Walsh Leamy, S. M. (1984–1996)
- Stuart France O'Connell, S. M. (1996–2011)
- Paul Donoghue, S.M. (2011–)

## Educação

### Escolas primárias
Escola de São José, Rarotonga
Escola de Santa Maria, Ilha Mauke

### Escola secundária
Colégio Nukutere, Rarotonga

## Igrejas
A Catedral de São José é a única catedral das Ilhas Cook e está localizada em Avarua. Há também outras duas igrejas em Rarotonga, a de Santa Maria em Arorangi e a do Sagrado Coração de Jesus em Matavera.